# Artículo de revisión
Un artículo de revisión es un artículo que resume el estado de la investigación presente sobre un tema, en lugar de informar nuevos hechos o análisis. Alternativamente, se le ha denominado revisión (o análisis) de la literatura. Las publicaciones académicas especializadas en artículos de revisión se conocen como revistas de revisión.
Los artículos de revisión pueden contener:
- Las principales personas que trabajan en un campo.
- Importantes avances y descubrimientos recientes (state of the art).
- Lagunas significativas en la investigación.
- Debates actuales.
- Ideas de dónde podría ir la investigación a continuación.

## Publicaciones académicas
Los artículos de revisión en revistas académicas analizan o discuten investigaciones previamente publicadas por otros, en lugar de informar nuevos resultados experimentales. La opinión de un experto es valiosa, pero la evaluación de la literatura por parte de un experto puede ser igualmente importante. Al leer artículos individuales, los lectores podrían perder características que son evidentes para un investigador clínico experto. Los lectores se benefician de la explicación y evaluación del experto sobre la validez y aplicabilidad de los estudios individuales.
Los artículos de revisión se presentan en forma de revisiones de literatura y, más específicamente, revisiones sistemáticas; ambos son una forma de literatura secundaria. Las revisiones de la literatura proporcionan un resumen de lo que los autores creen que son las mejores y más relevantes publicaciones anteriores. Las revisiones sistemáticas determinan una lista objetiva de criterios y encuentran todos los artículos originales publicados anteriormente que cumplen con los criterios; luego comparan los resultados presentados en estos artículos.
Algunas revistas académicas también se especializan en la revisión de un campo; se les conoce como revistas de revisión.
El concepto de «artículo de revisión» es independiente del concepto de literatura revisada por pares. Es posible que un artículo de revisión en sí sea revisado por pares o no revisado por pares.

## Otras lecturas
- Woodward, A. M. (1977). «The roles of reviews in information transfer». Journal of the American Society for Information Science (en inglés) 28 (3): 175-180. doi:10.1002/asi.4630280306.

- Datos: Q7318358
- Multimedia: Review article / Q7318358